# Амелл, Стивен
Сти́вен А́дам А́мелл (англ. Stephen Adam Amell, род. 8 мая 1981, Торонто) — канадский актёр, наиболее известный по главной роли Оливера Куина в телесериале «Стрела» и Кейси Джонса в фильме «Черепашки-ниндзя 2».
Будучи всю жизнь поклонником рестлинга, Амелл выступал в WWE в 2015 году, Ring of Honor в 2017 году, а в 2018 году провел матч на самом крупном шоу независимого рестлинга All In.

## Жизнь и карьера
Родился 8 мая 1981 года в Торонто, Онтарио. Учился в Колледже Святого Эндрю — частной школе для мальчиков, расположенной в городе Аврора, Онтарио.
Первая известность пришла к актёру после съёмок в телесериале «Кофейня», за которую получил номинацию на премию «Джемини» за лучший актёрский состав, и драме «Замыкая круг». Кроме того, он сыграл Адама в первом сезоне шоу «Бухта Данте», но во втором сезоне был заменён Джоном Флемингом. В 2007 году получил премию «Джемини» как лучший приглашённый актёр в телесериале «Регенезис».
Снялся в эпизодических ролях во многих популярных телесериалах, среди которых «Близкие друзья» (тренер вело-пробега — в титрах указан как Стив Амелл), «Жеребец» (жиголо Джейсон, более молодой конкурент персонажа Томаса Джейна), «90210: Новое поколение» (считавшийся пропавшим без вести рыбак Джим, друг героя Мэтта Лантера), «Новенькая» (с Зои Дешанель и Максом Гринфилдом), «Частная практика» (Скотти). Кроме того, появился в телесериалах «Маленькая парикмахерская», «Хартленд», «Дневники вампира» (оборотень Брейди во втором сезоне), а также снялся в телевизионном фильме канала Lifetime под названием «Правосудие для Натали Холлоуэй», чья премьера состоялась в мае 2011 года.
В январе 2012 года стало известно, что Амелл получил главную роль Оливера Куина в пилоте канала The CW, «Стрела» о похождениях популярного персонажа комиксов Зелёной Стрелы.
Участвовал в компании WWE в качестве приглашенной звезды на PPV SummerSlam (2015), где провел командный матч в образе Зелёной стрелы и одержал победу.
В 2016 году исполнил роль Кейси Джонса в фильме «Черепашки-ниндзя 2». В 2021 году сыграл главную роль в сериале «Хилы». В 2025 году предстал в роли Тэда Блэка в юридическом телесериале NBC «Форс-мажоры: Лос-Анджелес», спин-оффе телесериала USA Network «Форс-мажоры».

## Личная жизнь
Приходится актёру Робби Амеллу кузеном по отцовской линии.
В 2007—2010 годах был женат на Кэролин Лоуренс.
25 декабря 2012 года женился на актрисе и модели Кассандре Джин на частной церемонии на Карибах. Публичная свадьба состоялась 26 мая 2013 года в Новом Орлеане. У супругов двое детей — дочь Мэйврик «Мэйви» Александра Джин (род. 15.10.2013) и сын Боуэн Огастес (род. 13.05.2022).

## Фильмография
| Год       |     | Русское название                  | Оригинальное название                            | Роль                                 |
| --------- | --- | --------------------------------- | ------------------------------------------------ | ------------------------------------ |
| 2004      | с   | Близкие друзья                    | Queer as Folk                                    | тренер вело-пробега                  |
| 2004      | с   | Деграсси: Следующее поколение     | Degrassi: The Next Generation                    | консьерж                             |
| 2005      | с   | Миссия ясновидения                | Missing                                          | Иэн Харрингтон                       |
| 2005      | с   | Тилт                              | Tilt                                             | посыльный                            |
| 2005      | с   | Славные люди                      | Beautiful People                                 | Джейсон                              |
| 2005      | с   | Бухта Данте                       | Dante’s Cove                                     | Адам                                 |
| 2006      | тф  | Дом по соседству                  | The House Next Door                              | Бадди Харрельсон                     |
| 2006—2008 | с   | Кофейня                           | Rent-a-Goalie                                    | Билли                                |
| 2007      | с   | Регенезис                         | ReGenesis                                        | Крейг Риддлмайер                     |
| 2007—2009 | с   | Маленькая парикмахерская          | Da Kink In My Hair                               | Мэттью                               |
| 2007—2012 | с   | Хартленд                          | Heartland                                        | Ник Харвелл                          |
| 2007      | ф   | Кусочки Трейси                    | The Tracey Fragments                             | детектив                             |
| 2007      | ф   | Замыкая круг                      | Closing the Ring                                 | Тедди Гордон                         |
| 2009      | в   | Крикуны 2: Охота                  | Screamers: The Hunting                           | Гай                                  |
| 2009      | с   | Горячая точка                     | Flashpoint                                       | Питер Хендерсон                      |
| 2010      | с   | Реальные парни                    | Blue Mountain State                              | Трэвис Маккенна                      |
| 2010      | с   | C.S.I.: Место преступления Майами | CSI: Miami                                       | Питер Труитт                         |
| 2010      | с   | Морская полиция: Лос-Анджелес     | NCIS: Los Angeles                                | сержант Эндрю Уивер                  |
| 2010      | тф  | Золотой лёд 4: Огонь и лёд        | The Cutting Edge: Fire & Ice                     | Филип Сивер                          |
| 2011      | кор | Останься со мной                  | Stay With Me                                     | Трэвис                               |
| 2011      | с   | Дневники вампира                  | The Vampire Diaries                              | Брейди                               |
| 2011      | с   | C.S.I.: Место преступления        | CSI: Crime Scene Investigation                   | Эй-Джей Гаст                         |
| 2011      | тф  | Правосудие для Натали Холлоуэй    | Justice for Natalee Holloway                     | Йоран ван дер Слот                   |
| 2011      | с   | Жеребец                           | Hung                                             | Джейсон                              |
| 2011      | с   | 90210: Новое поколение            | 90210                                            | Джим                                 |
| 2011—2012 | с   | Новенькая                         | New Girl                                         | Кайл                                 |
| 2012      | с   | Частная практика                  | Private Practice                                 | Скотт Бекер                          |
| 2012—2020 | с   | Стрела                            | Arrow                                            | Оливер Куин / Зелёная Стрела         |
| 2013      | ки  | Injustice: Gods Among Us          | Injustice: Gods Among Us                         | Зелёная Стрела                       |
| 2013      | тф  | Когда зовёт сердце                | When Calls the Heart                             | Уинн Дилейни                         |
| 2014      | ки  | Lego Batman 3: Beyond Gotham      | Lego Batman 3: Beyond Gotham                     | Зелёная Стрела                       |
| 2014—2023 | с   | Флэш                              | Flash                                            | Оливер Куин / Зелёная Стрела         |
| 2015—2016 | вс  | Виксен                            | Vixen                                            | Оливер Куин / Зелёная Стрела (голос) |
| 2016      | кор | Код 8                             | Code 8                                           | оператор дрона №1                    |
| 2016      | ф   | Черепашки-ниндзя 2                | Teenage Mutant Ninja Turtles: Out of the Shadows | Кейси Джонс                          |
| 2016—2020 | с   | Легенды завтрашнего дня           | Legends of Tomorrow                              | Оливер Куин / Зелёная Стрела         |
| 2017—2019 | с   | Супергёрл                         | Supergirl                                        | Оливер Куин / Зелёная Стрела         |
| 2018      | кор |                                   | Mi Madre, My Father                              | Хэл Нельсон                          |
| 2019      | ф   | Код 8                             | Code 8                                           | Гаррет Келтон                        |
| 2019      | с   | Бэтвумен                          | Batwoman                                         | Оливер Куин / Зелёная Стрела         |
| 2021—2023 | с   | Хилы                              | Heels                                            | Джек Спейд                           |
| 2024      | ф   | Бедовая Джейн                     | Calamity Jane                                    | Дикий Билл Хикок                     |
| 2024      | ф   | Код 8: Часть 2                    | Code 8: Part II                                  | Гаррет Келтон                        |
| 2025      | с   | Форс-мажоры: Лос-Анджелес         | Suits LA                                         | Тэд Блэк                             |